# Gorkaya Balka (Novopokróvskaya, Krasnodar)
Gorkaya Balka (del ruso: Горькая Балка) es un selo del raión de Novopokróvskaya del krai de Krasnodar, en Rusia. Está situado a orillas del río Upodnaya, uno de los constituyentes del Yeya, 14 km al norte de Novopokróvskaya y 173 km al nordeste de Krasnodar, la capital del krai. Tenía 2 234 habitantes en 2010.
Es cabeza del municipio Gorkobalkovskoye, al que pertenecen asimismo Jleborob y Novi Mir.